# Beyond Fear (album)
Beyond Fear è il primo ed eponimo album in studio del gruppo heavy metal statunitense Beyond Fear, pubblicato nel 2006.

## Tracce
1. Scream Machine – 5:33
2. And... You Will Die – 3:42
3. Save Me – 3:57
4. The Human Race – 3:36
5. Coming at You – 3:14
6. Dreams Come True – 4:42
7. Telling Lies – 3:21
8. I Don't Need This – 3:30
9. Words of Wisdom – 3:47
10. My Last Words – 3:24
11. Your Time Has Come – 4:49
12. The Faith – 3:37

## Formazione
- Tim "Ripper" Owens – voce
- John Comprix – chitarre
- Dwane Bihary – chitarra
- Dennis Hayes – basso
- Eric Elkins – batteria